# Ítylo
Ítylo ou Oitylo (en grec moderne : Οίτυλο) ou Ítylon (katharévousa : Οἴτυλον ou Οίτυλον), anciennement Vítylo (grec moderne : Βοίτυλο), est un village du dème du Magne-Oriental, dans le district régional de Laconie, en Grèce.
En 1676, des familles fuyant les ottomans s'installèrent en Corse, à Cargèse

## Geographie
Le village d’Ítylo domine la baie d’Ítylo. 

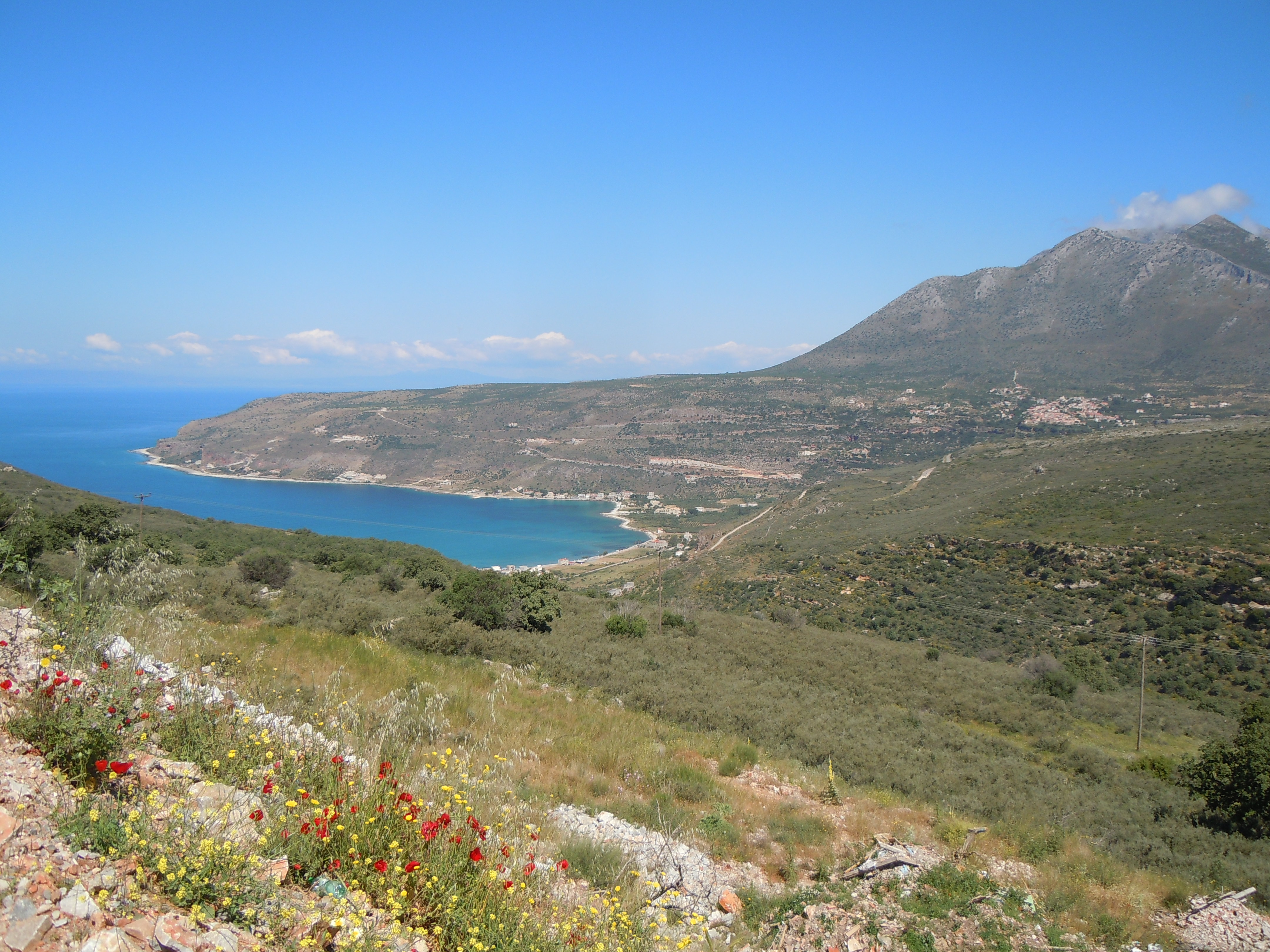
Vue de la baie d’Ítylo.

## Communauté locale d’Ítylo
Les villages de la communauté locale d'Ítylo sont:
- Ítylo,
- Arfígkia,
- Eleochóri,
- Karavostási,
- Chotásia.

## Monuments
La forteresse turque de Kastro Kelephas construite au XVIIe siècle est située à 1 km au sud de la ville.